# السودان في بطولة العالم لألعاب القوى 2011
 تنافس السودان في بطولة العالم لألعاب القوى 2011 من 27 أغسطس إلى 4 سبتمبر في دايغو بكوريا الجنوبية.

## اختيار الفريق
تم الإعلان عن فريق من 3 رياضيين لتمثيل البلاد في المنافسات، وقاد الفريق عداء المسافات المتوسطة أبو بكر كاكي.

## الحاصلون على ميداليات
| الميدالية | الرياضي      | الحدث        |
| --------- | ------------ | ------------ |
| فضية      | أبو بكر كاكي | سباق 800 متر |

## النتائج

### رجال
| الرياضي              | الحدث        | مقدمات      | مقدمات | تصفيات      | تصفيات | نصف النهائي | نصف النهائي | النهائي     | النهائي |
| الرياضي              | الحدث        | زمن وزن طول | مرتبة  | زمن وزن طول | مرتبة  | زمن وزن طول | مرتبة       | زمن وزن طول | مرتبة   |
| -------------------- | ------------ | ----------- | ------ | ----------- | ------ | ----------- | ----------- | ----------- | ------- |
| رباح يوسف            | 400 متر رجال |             |        | 45.20       | 9      | 45.43       | 8           | لم يصل      | لم يصل  |
| أبو بكر كاكي         | 800 متر رجال |             |        | 1:44.83     | 1      | 1:44.62     | 4           | 1:44.41     | الثاني  |
| إسماعيل أحمد إسماعيل | 800 متر رجال |             |        | 1:52.33     | 39     | لم يصل      | لم يصل      | لم يصل      | لم يصل  |